# 富山県道・石川県道74号小矢部津幡線
富山県道・石川県道74号小矢部津幡線（とやまけんどう・いしかわけんどう74ごう おやべつばたせん）は、富山県小矢部市と石川県河北郡津幡町を結ぶ県道（主要地方道）である。

## 概要

### 路線データ
- 起点：富山県小矢部市桜町字雀谷1277（桜町交差点・富山県道324号谷坪野芹川線上、富山県道32号小矢部伏木港線交点）
- 終点：石川県河北郡津幡町上河合ワ部1番1地先（河合谷橋詰・国道471号交点）

起点は、小矢部市の桜町遺跡の近く。国道8号（小矢部バイパス）から先は子撫川に沿って北西方向へ進む。
子撫川ダムに程近い宮島温泉を過ぎると幅員が両側1車線程度に減少し、宮島トンネルで石川県津幡町に入る。同町牛首地内で幅員が両側2車線（片側1車線）に広がり、石川県道206号津幡宮島峡公園線と交わった後、木ノ窪川に沿って西へ下り、終点で国道471号に突き当たる。

## 歴史
- 1960年（昭和35年）10月15日：富山県西礪波郡石動町（現在の小矢部市）桜町から宮島隧道を経て石川県羽咋郡押水町（現在の羽咋郡宝達志水町）宿に至る区間を「小矢部押水線」として路線認定。
- 1993年（平成5年）4月1日：「小矢部押水線」を廃止。同時に国道471号を路線認定し、石川県河北郡津幡町上河合から同県羽咋郡押水町宿に至る区間が国道に昇格する。一方で、国道471号に認定されなかった富山県小矢部市桜町と石川県河北郡津幡町上河合の区間を現路線名で新たに路線認定。
- 1993年（平成5年）5月11日 - 建設省から、県道小矢部津幡線が小矢部津幡線として主要地方道に指定される[1]。

## 路線状況

### 重複区間
- 富山県道324号谷坪野芹川線（小矢部市桜町 - 小矢部市宮中）

## 冬期閉鎖区間
富山県小矢部市久利須・出合橋 - 宮島トンネル（県境） - 石川県河北郡津幡町牛首 2.4 km
- この冬期閉鎖区間は普通自動車1台分程度の道幅で山奥を貫いている。デリニエーターが随所に設置されているものの、街灯は全くなく、ガードレールもあまり設置されていないため、特に夜間通行の際は注意が必要である（動物にも注意）。

### トンネル
- 宮島隧道
  - 富山県小矢部市久利須と石川県河北郡津幡町牛首の県境に跨っている延長55m（富山県側28m、石川県側27m）のトンネル。1928年（昭和3年）竣工。幅員3.0m、高さ3.1mと狭小である。前述の通り、このトンネルを含む前後の区間も狭小であることから、大型車が通行することは困難である。牛首トンネルの別称がある。

## 地理

### 通過する自治体
- 富山県
  - 小矢部市
- 石川県
  - 河北郡津幡町

### 交差する道路
- 富山県道32号小矢部伏木港線、富山県道324号谷坪野芹川線（富山県小矢部市桜町・桜町交差点、起点）
- 国道8号（小矢部市桜町・桜町西交差点）
- 富山県道324号谷坪野芹川線（小矢部市宮中）
- 富山県道206号津幡宮島峡公園線（小矢部市名ヶ滝）
- 石川県道206号津幡宮島峡公園線（石川県河北郡津幡町牛首）
- 国道471号（津幡町上河合：終点）

### 沿線にある施設など
- 子撫川
- 稲葉山
- 小矢部市立東部小学校
- 特別養護老人ホーム清楽園 - 長野県北佐久郡軽井沢町にある国の重要文化財に指定されている旧三笠ホテルの外観を模している。
- LIXIL小矢部第二工場
- 前田秀継墓
- 農林漁業体験実習館
- 宮島温泉
- 宮島緑の村
  - 林間休養施設恵林館
- 大海川